# Sharon Grobben
Sharon Ellis Vicky Grobben (Mol, 22 juni 1992)  is een Vlaams plus-size model, body positivity-promotor en influencer.

## Carrière
In 2016 defileerde Grobben in de Paris Pulp Fashion Week (curvy fashion week), dit was de (her)start van haar carrière als curvy model. Ze tekende kort daarna bij haar eerste internationale agency. Sinds 2018 kreeg Grobben contracten bij verschillende modelagencies in Europa en Zuid-Afrika. 
Grobben tekende eind februari 2020 een contract bij True Model Agency in New York maar door de Coronacrisis in de Verenigde Staten werd de trip naar New York  uitgesteld. Sharon Grobben is ook actief als influencer op verschillende social media.

## Publicaties
Sinds 2015 verscheen Grobben in verschillende kranten, nationale en internationale online en print magazines. Ze deed radio interviews, videoclips, tv-reclames, talkshows en editorials. Ze verscheen op regionale en nationale televisiezenders. Zo volgde VTM in november 2019 Grobben een hele dag voor het programma “Wat een dag”. Ze stond als plus-size model in P Magazine. Ze verscheen o.a. ook in een artistieke editorial in het prestigieuze Vogue Magazine (Ukraine) en een 10-tal keren in het Belgische magazine Flair. Grobben maakte eveneens deel uit van een lingerie editorial in de eerste print editie van het Nederlandse glossy magazine “VOL”. Ze verscheen in heel wat reclamecampagnes. In maart 2020 werd ze door het bekende magazine Marie Claire bestempeld als “Woman to watch”.

## Body Positivity
Sinds 2015 is Sharon Grobben promotor van body positivity. Op haar social media post Grobben vaak foto’s in lingerie of bikini. In 2019 richtte Grobben The Diversity Project® op, een project rond body positivity. De eerste body positivity catwalk in Vlaanderen vond plaats in Antwerpen in augustus 2019 In januari 2020 trok the Diversity Catwalk de grens over naar Eindhoven in Nederland. Door de Covid-19 crisis werden de geplande Diversity Catwalks sindsdien on hold gezet. Grobben nam zelf ook al deel aan verschillende internationale body positive catwalks o.a. in Parijs, Barcelona, Berlijn, Londen en Milaan.